# Changan Eado
Der Changan Eado ist ein seit 2012 gebautes Pkw-Modell des chinesischen Automobilherstellers Chongqing Changan Automobile Company der Marke Changan.

## 1. Generation (seit 2012)
Das Fahrzeug debütierte als Konzeptfahrzeug C201 auf der Beijing Auto Show 2010. Das Serienfahrzeug zeigte Changan auf der Internationalen Automobil-Ausstellung 2011 in Frankfurt am Main. Die Auslieferung der Limousine startete am 27. März 2012. Auf der Shanghai Auto Show 2013 wurde mit dem Eado XT eine Schrägheck-Variante präsentiert. Diese kam am 28. August 2013 in den Handel. Ab dem 9. März 2015 wurde die Limousine auch mit einem 90 kW (122 PS) starken Elektromotor angeboten. Auf dem deutschen Markt wird das Fahrzeug nicht angeboten. Seit Ende 2016 wird eine Version mit Hybridantrieb angeboten. 2017 wurde auf Basis der Schrägheckversion XT eine sportliche Variante mit der Bezeichnung Eado XT RS präsentiert. Außerdem wurde im Oktober 2017 eine Plug-in-Hybrid-Version eingeführt.
Das SUV Changan CS35 basiert auf dem Eado.
Den Antrieb in den nicht elektrifizierten Varianten übernimmt ein 1,6-Liter-Ottomotor mit einer maximalen Leistung von 83 kW (113 PS) bzw. ein 1,5-Liter-Ottomotor mit Direkteinspritzung und Turboaufladung im XT RS mit einer maximalen Leistung von 125 kW (170 PS). Neben einem 5-Gang-Schaltgetriebe ist auch ein 4-Gang-Automatikgetriebe erhältlich. Im XT RS ist nur ein 7-Gang-Doppelkupplungsgetriebe erhältlich.

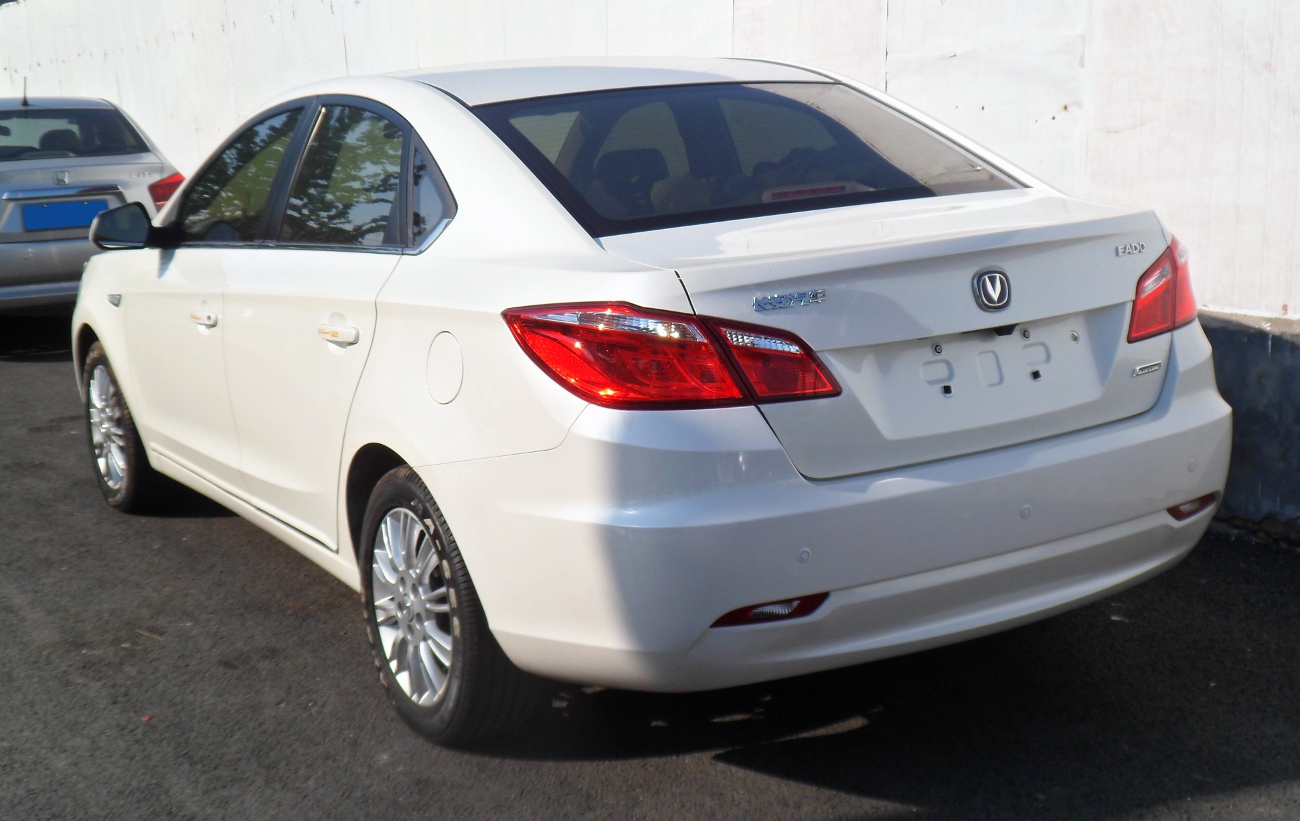
Heckansicht
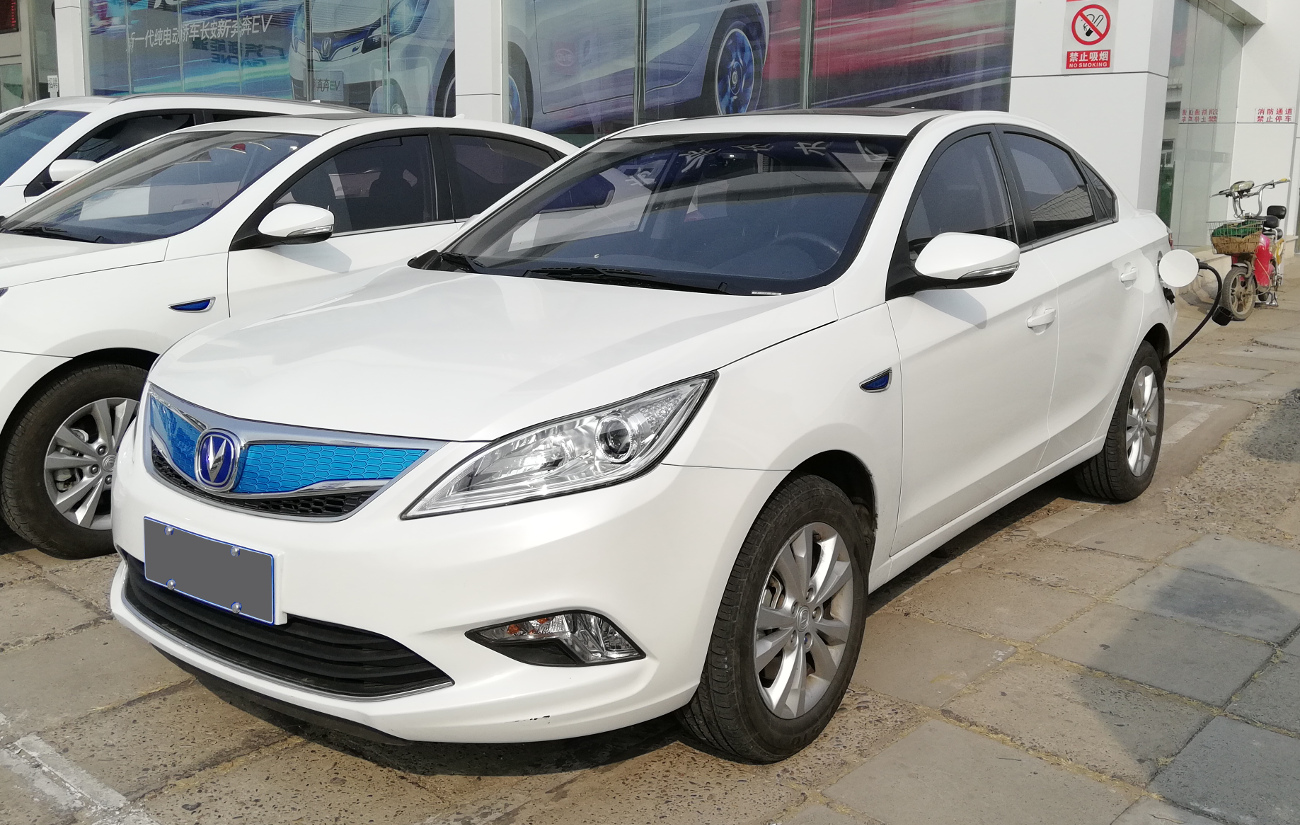
Changan Eado EV
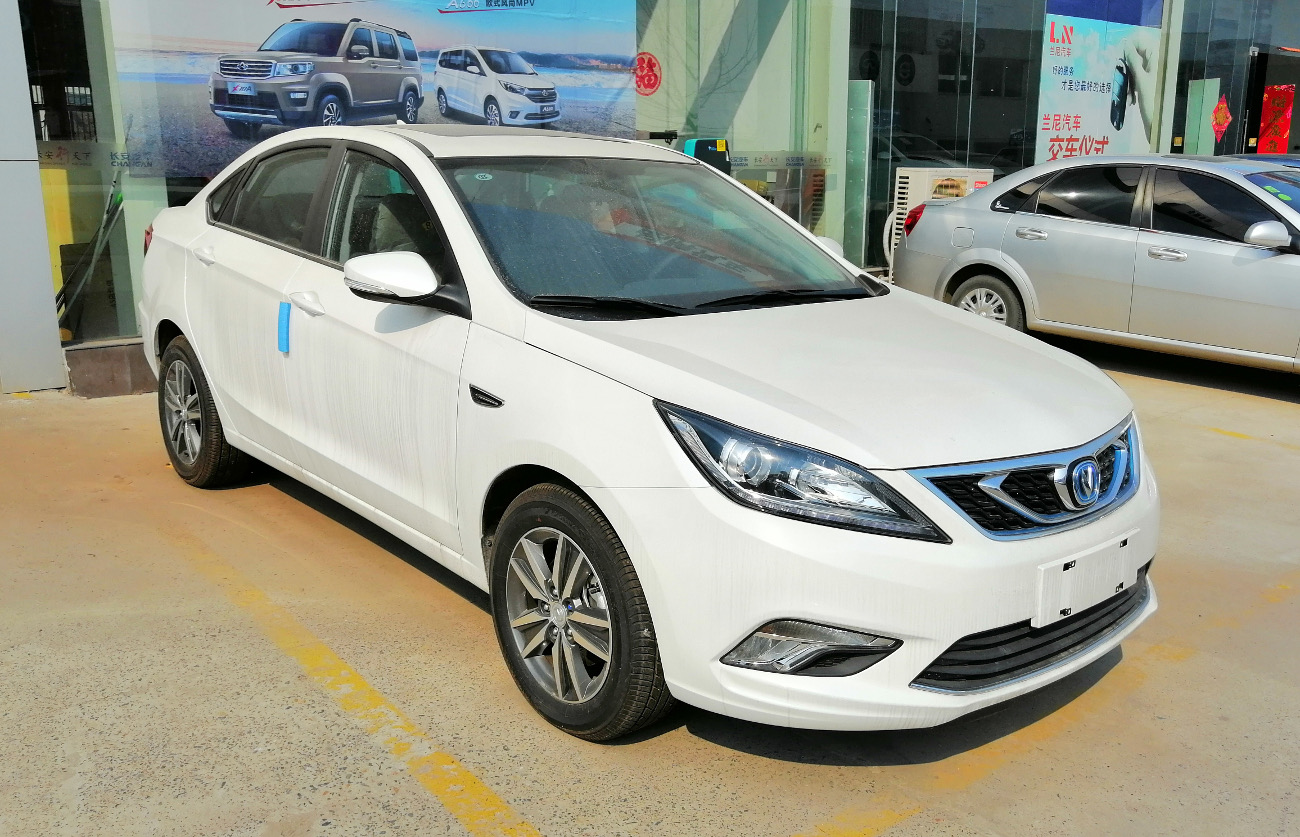
Changan Eado PHEV
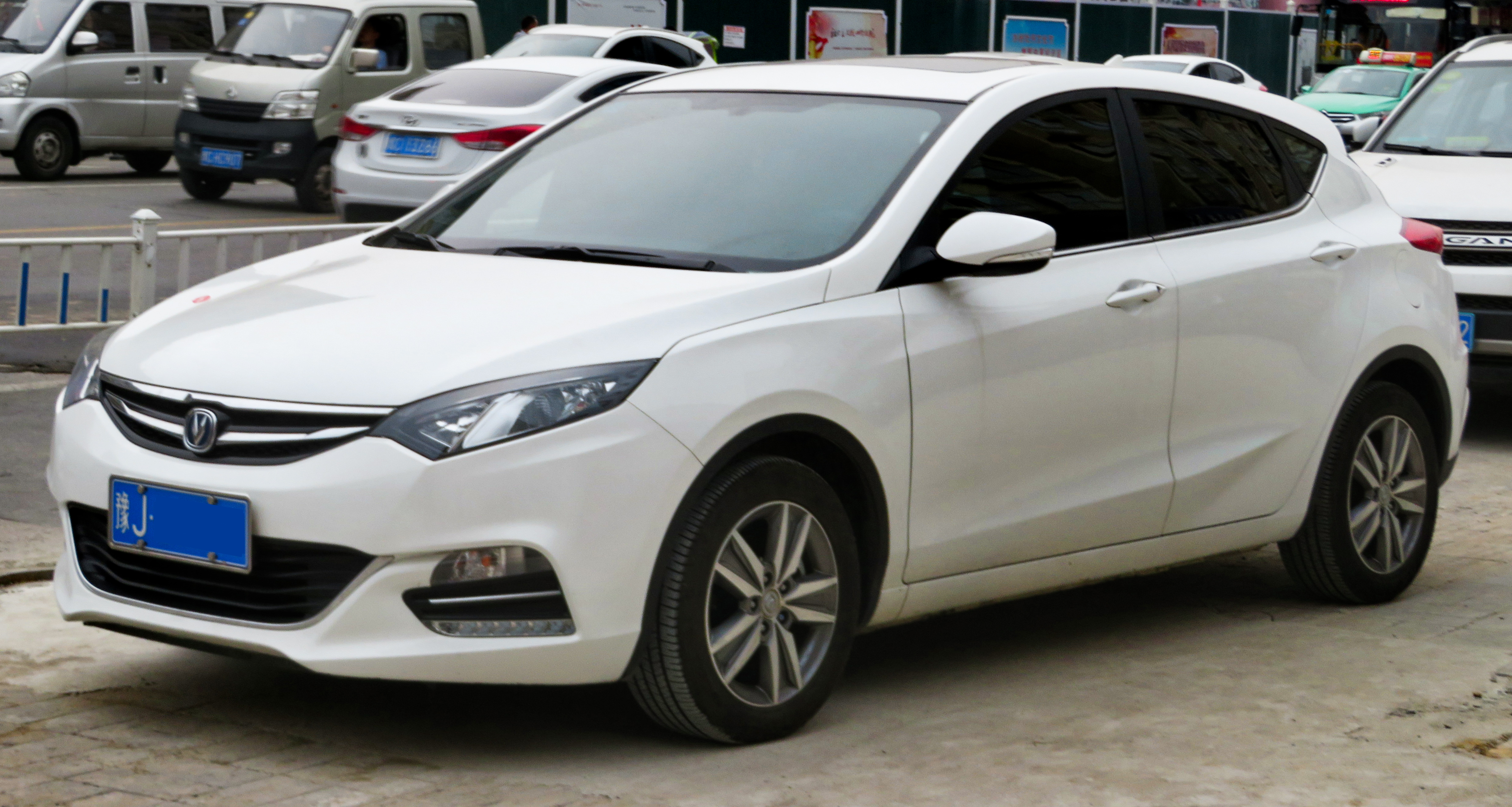
Changan Eado XT (seit 2013)
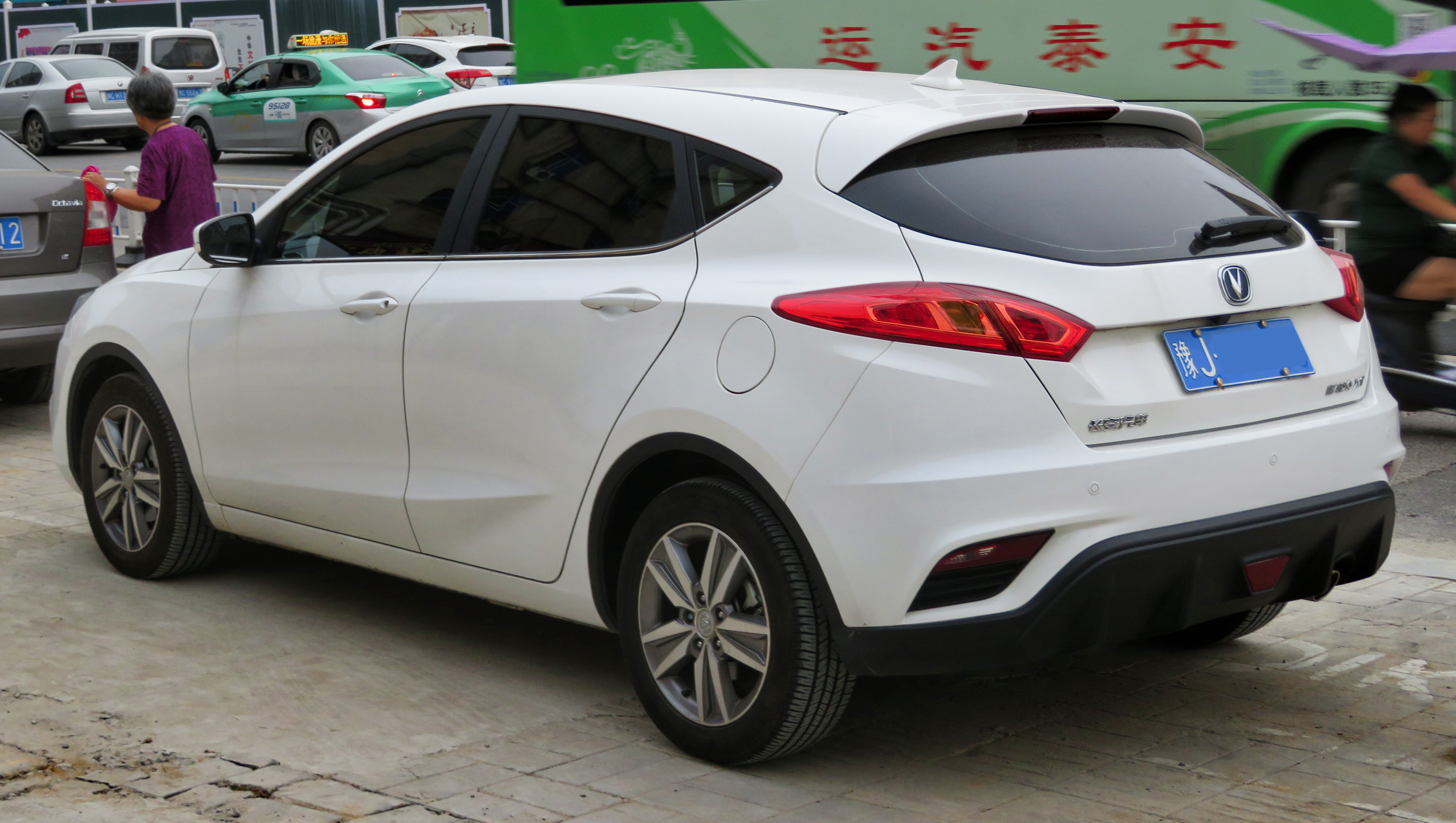
Heckansicht

### Technische Daten
|                                             | 1.6                        | 1.5T                           | 1.6 Blue                              | 1.0 PHEV                               | EV                        |
| ------------------------------------------- | -------------------------- | ------------------------------ | ------------------------------------- | -------------------------------------- | ------------------------- |
| Bauzeitraum                                 | seit 03/2012               | seit 08/2017                   | seit 11/2016                          | seit 10/2017                           | 03/2015–10/2018           |
| Motorkenndaten                              |                            |                                |                                       |                                        |                           |
| Motorart                                    | R4-Ottomotor               | R4-Ottomotor                   | R4-Ottomotor + Elektromotor           | R4-Ottomotor + Elektromotor            | Elektromotor              |
| Hubraum                                     | 1598 cm³                   |                                | 1598 cm³                              |                                        | —                         |
| max. Leistung bei min−1                     | 83 kW (113 PS) / 6000      | 125 kW (170 PS) / 5500         | 92 kW (125 PS) / 6000 + 12 kW (16 PS) | 86 kW (117 PS) / 5400 + 80 kW (109 PS) | 90 kW (122 PS)            |
| max. Drehmoment bei min−1                   | 152 Nm / 4000–5000         | 260 Nm / 1750–4000             | 160 Nm / 4000–5000 + 50 Nm            | 180 Nm / 1500–4200 + 260 Nm            | 280 Nm                    |
| Kraftübertragung                            |                            |                                |                                       |                                        |                           |
| Antrieb                                     | Vorderradantrieb           | Vorderradantrieb               | Vorderradantrieb                      | Vorderradantrieb                       | Vorderradantrieb          |
| Getriebe, serienmäßig                       | 5-Gang-Schaltgetriebe      | 7-Gang-Doppelkupplungsgetriebe | 5-Gang-Schaltgetriebe                 | 7-Gang-Doppelkupplungsgetriebe         | 1-Gang-Reduktionsgetriebe |
| Getriebe, optional                          | (4-Gang-Automatikgetriebe) | —                              | —                                     | —                                      | —                         |
| Messwerte                                   |                            |                                |                                       |                                        |                           |
| Höchstgeschwindigkeit                       | 185 km/h (175 km/h)        |                                |                                       |                                        | 150 km/h                  |
| Beschleunigung, 0–100 km/h                  | 11,6 s (13,5 s)            |                                | 11,6 s                                | 8,0 s                                  |                           |
| Leergewicht                                 | 1323 kg (1325 kg)          | 1431 kg                        | 1335 kg                               | 1600 kg                                | 1610 kg                   |
| Kraftstoffverbrauch auf 100 km (kombiniert) | 7,2 l Super (7,6 l Super)  | 5,3 l Super                    | 5,9 l Super                           | 1,6 l                                  | —                         |
| Tankinhalt                                  | 52 l                       | 52 l                           | 52 l                                  | 40 l                                   | —                         |

- Werte in ( ) gelten für Fahrzeuge mit Automatikgetriebe

## 2. Generation (seit 2018)
Die zweite Generation des Eado wurde im Januar 2018 vorgestellt. Auch sie wird wieder als Limousine und Schrägheck-Variante angeboten. Die erste Generation des Eado wird vorerst weiterhin angeboten.
Die Elektroversion EV460 auf Basis der Limousine wurde auf der Beijing Auto Show im April 2018 präsentiert. Seit Mitte Oktober 2018 ist sie in China erhältlich. Im Mai 2019 kam sie auch als Schrägheck in den Handel. Die Reichweite gibt Changan mit 430 km an. Die Elektroversion auf Basis des Vorgängermodells wurde mit der Einführung des EV460 eingestellt.

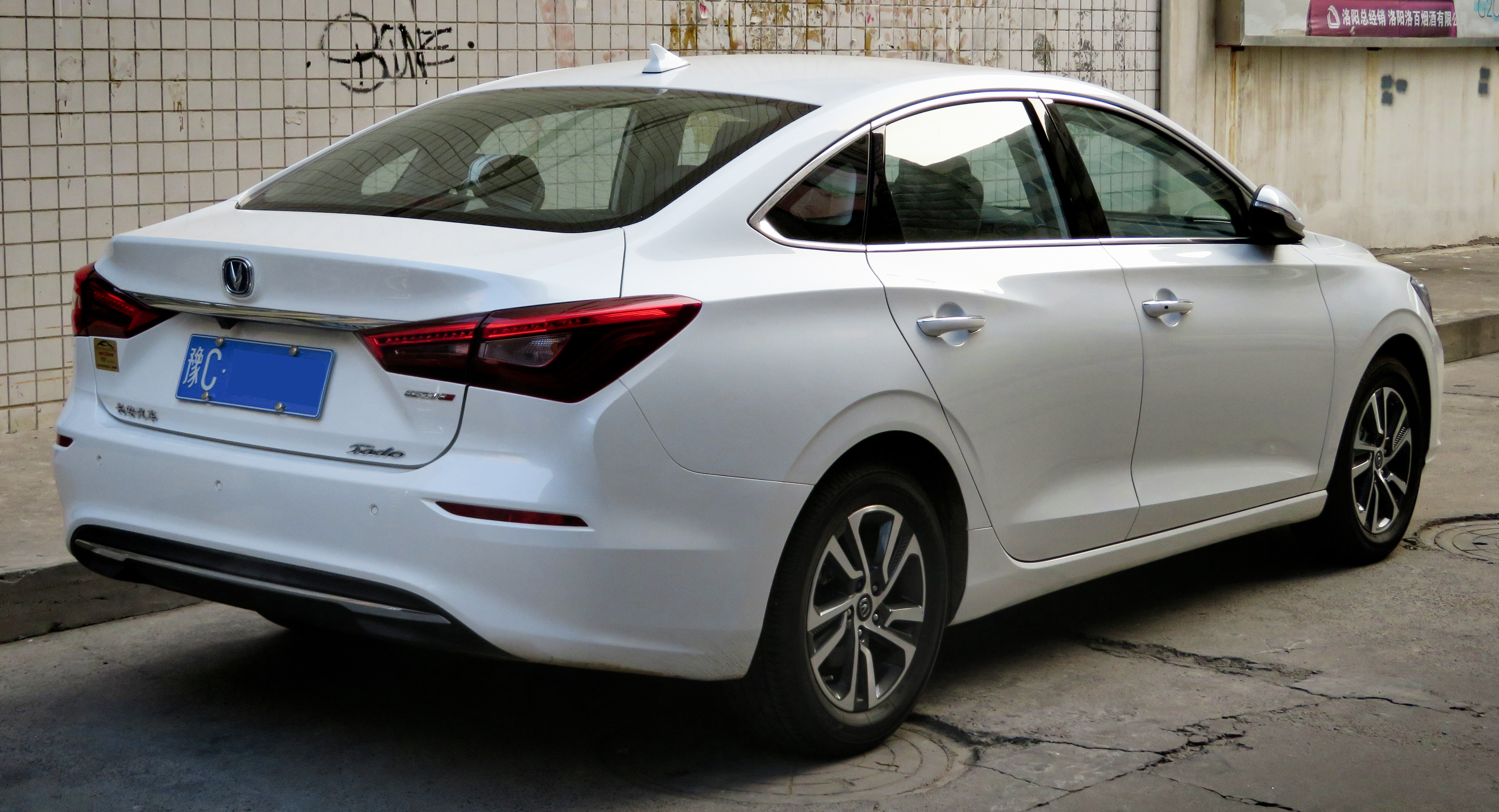
Heckansicht
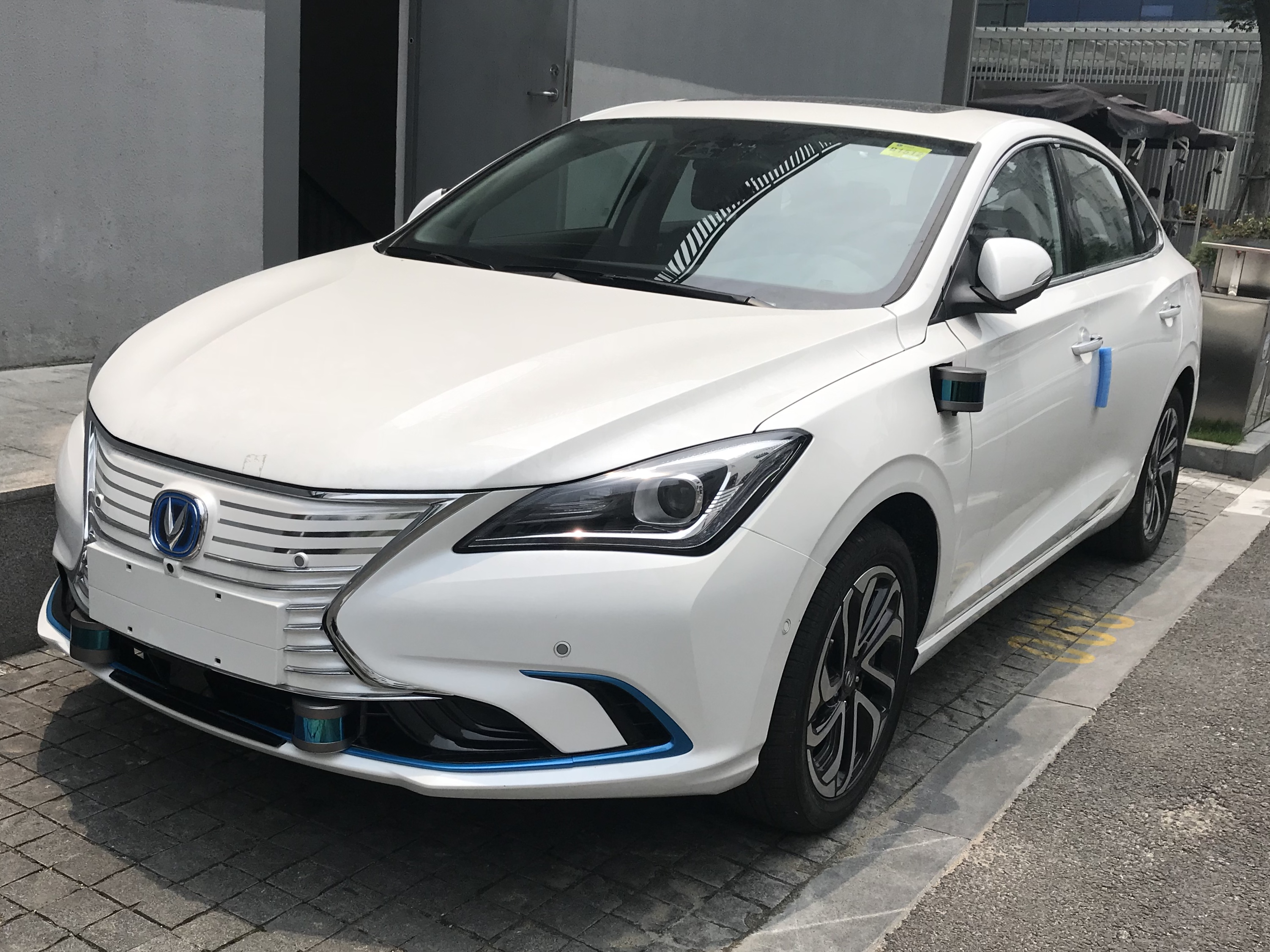
Changan Eado II EV460
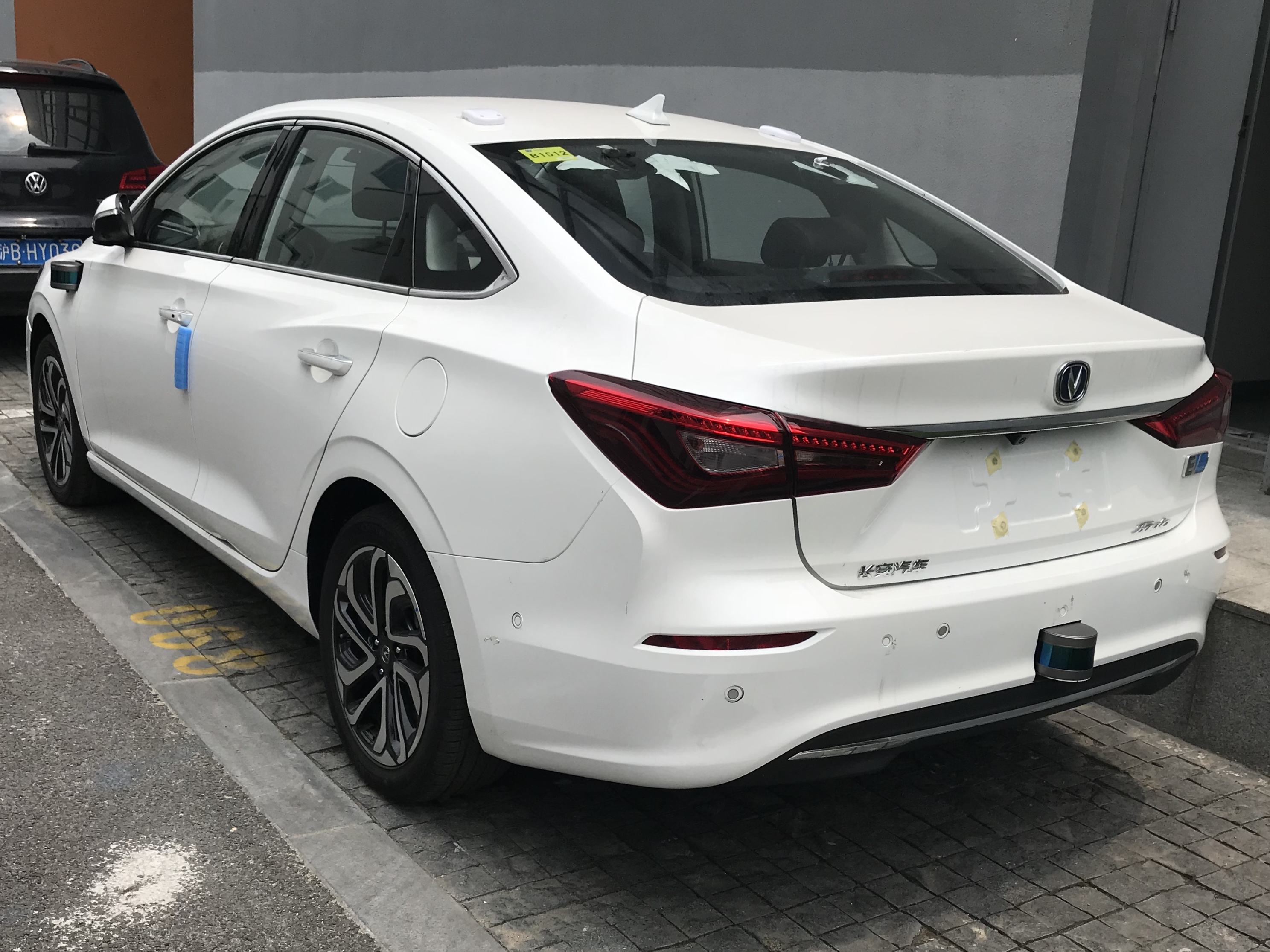
Heckansicht
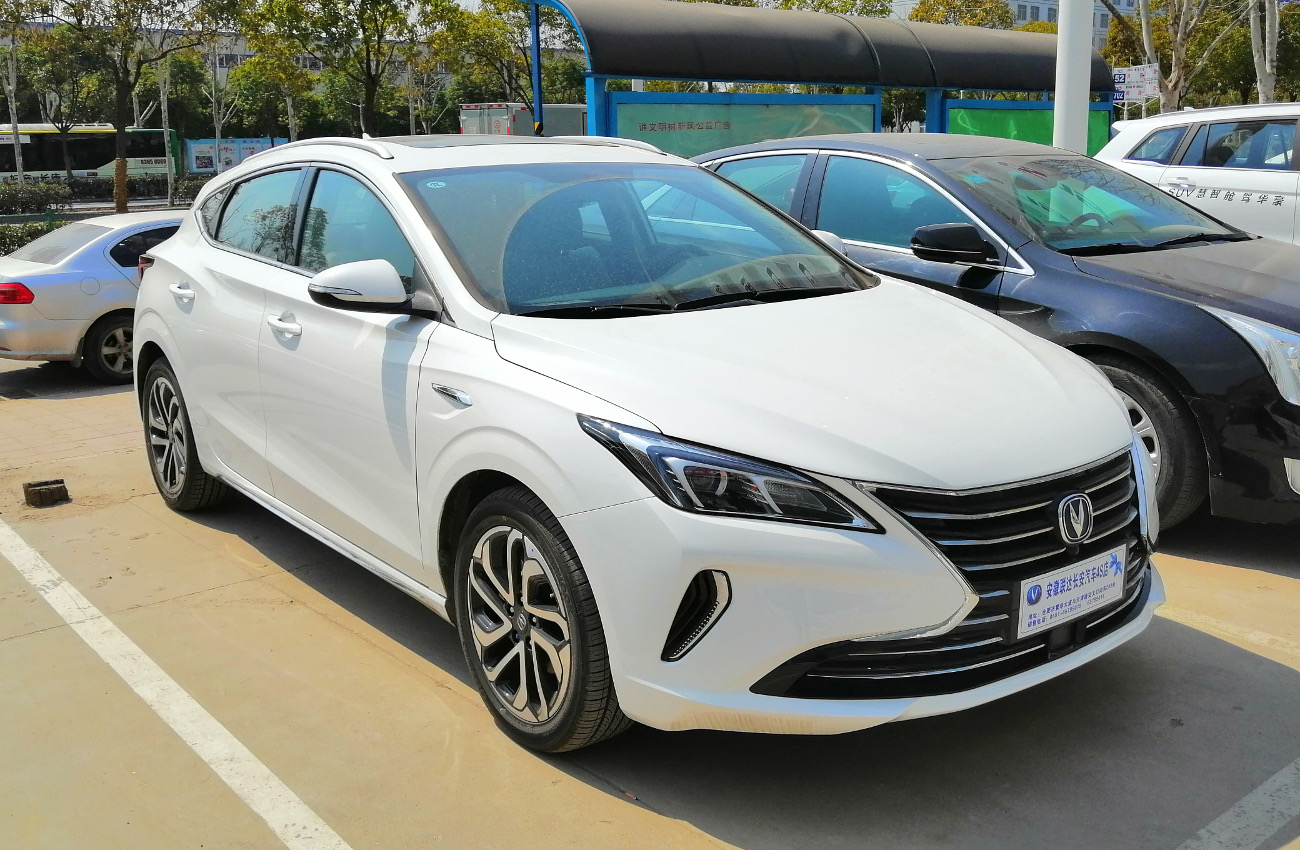
Changan Eado XT II (2018–2019)
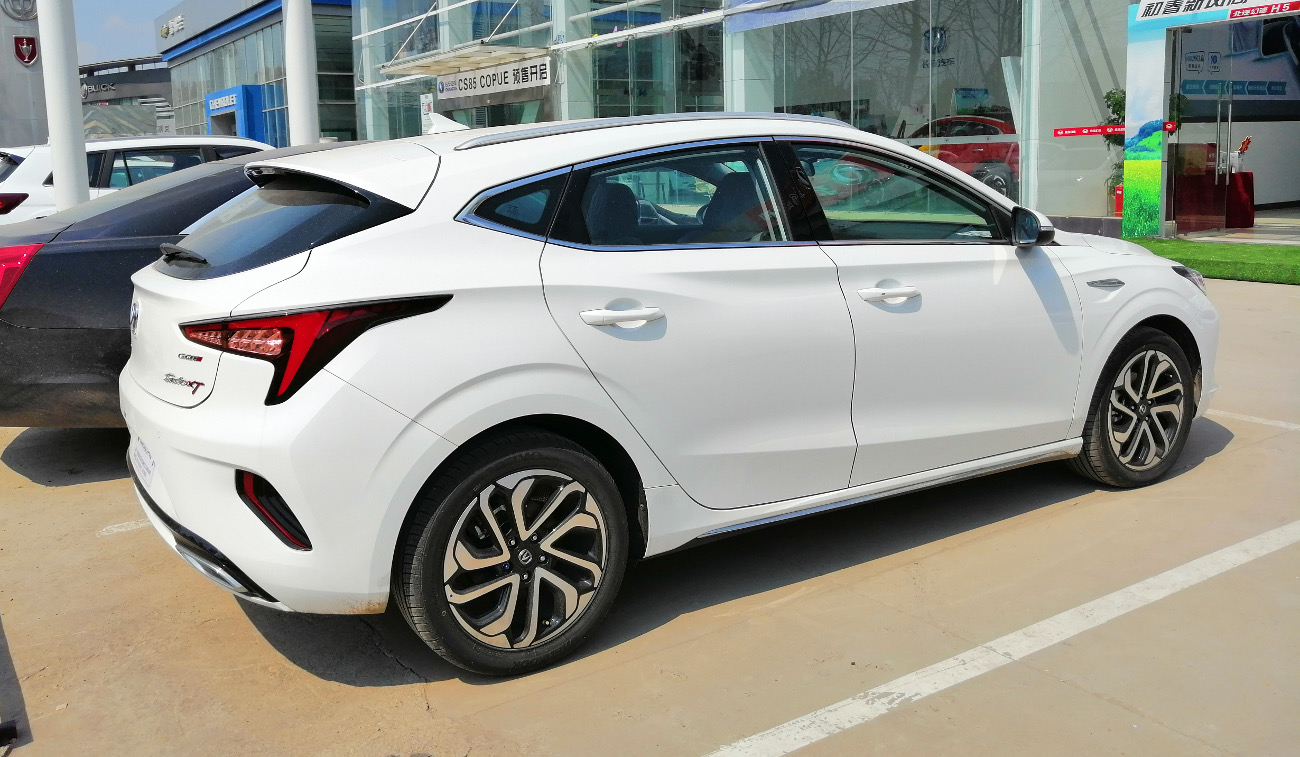
Heckansicht

### Technische Daten
|                                             | 1.4 T                          | 1.6 GDI                                 | EV460                     | EV460                     |
| ------------------------------------------- | ------------------------------ | --------------------------------------- | ------------------------- | ------------------------- |
| Bauzeitraum                                 | seit 07/2019                   | 03/2018–04/2023                         | 10/2018–01/2022           | seit 01/2022              |
| Motorkenndaten                              |                                |                                         |                           |                           |
| Motortyp                                    | R4-Ottomotor                   | R4-Ottomotor                            | Elektromotor              | Elektromotor              |
| Motoraufladung                              | Turbolader                     | —                                       | —                         | —                         |
| Hubraum                                     | 1392 cm³                       | 1598 cm³                                | —                         | —                         |
| max. Leistung bei min−1                     | 118 kW (160 PS) / 5500         | 94 kW (128 PS) / 5700–6200              | 100 kW (136 PS)           | 120 kW (163 PS)           |
| max. Drehmoment bei min−1                   | 260 Nm / 1500–4000             | 161 Nm / 4000–5000 (168 Nm / 4000–5000) | 245 Nm                    | 245 Nm                    |
| Kraftübertragung                            |                                |                                         |                           |                           |
| Antrieb                                     | Vorderradantrieb               |                                         |                           |                           |
| Getriebe, serienmäßig                       | 7-Gang-Doppelkupplungsgetriebe | 5-Gang-Schaltgetriebe                   | 1-Gang-Reduktionsgetriebe | 1-Gang-Reduktionsgetriebe |
| Getriebe, optional                          | —                              | (6-Gang-Automatikgetriebe)              | —                         | —                         |
| Messwerte                                   |                                |                                         |                           |                           |
| Höchstgeschwindigkeit                       | 200 km/h                       | 180 km/h                                | 140 km/h                  | 135–145 km/h              |
| Beschleunigung, 0–100 km/h                  | 9,3 s                          | 11,6 s                                  | 11,0 s                    | 10,8 s                    |
| Leergewicht                                 | 1365 kg                        | 1325 kg (1335–1345 kg)                  | 1650 kg                   | 1560–1630 kg              |
| Kraftstoffverbrauch auf 100 km (kombiniert) | 6,4 l Super                    | 6,0–6,1 l Super                         | —                         | —                         |
| Tankinhalt                                  | 53 l                           | 53 l                                    | —                         | —                         |

- Werte in ( ) gelten für Fahrzeuge mit Automatikgetriebe